# Szerzett jog
A szerzett jog olyan jog, amely jogszabály, jogerős hatósági véghatározat, bírói ítélet vagy érvényes jogügylet alapján megilleti az egyént, és amelynek a jogosult így az élvezetébe is lépett. Elve a közjogi és közigazgatási jogterületen nem mindig nyer teljes figyelembevételt, és van eset a jogok (pl. a különféle engedélyek) revíziójára, a már megszerzett jogok elvételére.
Szerzett jog (ius quaesitum), meghatározott személyt valamely jogalapon ténylegesen megillető, vagy valamely dologgal kapcsolatos jog, ellentétben a jog megszerzésének elvont lehetőségétől egyrészt, másrészt a várandóságtól (ius virtuale). Az, hogy valamely jog feltételtől vagy időhatározástól függ, a szerzett jognak ezt a  minőségét meg nem szünteti. A szerzett jog fogalma nagyon fontos a törvény időrendben való hatálya, vagyis annak a kérdésnek tekintetében, hogy a törvény mely időtől fogva alkalmazható, amit másként röviden a törvény visszaható erejének neveznek. A szerzett jog olyan  alanyi jog, amely a személyt valamely jogilag jelentős cselekmény alapján a tárgyi jogrend szerint már megilleti. Alapja lehet egyetlen jogcselekmény, több cselekmény vagy egy bizonyos tevékenység meghatározott ideig való gyakorlása. Szerzett jog  pl. a szerzetesi fogadalomtételből fakadó jog az ellátáshoz, a tulajdonjog a törvényes elbirtoklási idő letelte után stb. Fogalompárja a született jog.

## A szerzett jogok védelme
„A visszaható hatály tilalma nem foglalja magában a korábban kialakult állapotok, jogi helyzetek megváltoztatásának tilalmát, esetenként mégis komoly megfontolások szólnak az ilyen tilalom mellett. Ezt nevezik gyakran a szerzett jogok védelme elvének. Ez az elv általánosan már csak azért sem lehet irányadó, mert az a társadalmi változásokat csaknem lehetetlenné tenné. Ezért mindig konkrét körülmények, közöttük az adott jogviszonyok és jogi helyzetek politikai és jogpolitikai mérlegelésétől függ, hogy mennyiben fogadják el a jogalkotás vagy annak alkotmánybírósági kontrollja során a jóhiszeműen szerzett jogok védelmének elvét, például hogy megillesse-e továbbra is a jogosultat a kiemelt nyugdíj. A szerzett jogok védelme elvének gyakorlati hatása hasonlít a visszaható hatály tilalmához, így a publicisztikában gyakran összemossák ezt a két jelenséget. Alapvető különbség azonban a kettő között, hogy a visszaható hatály esetében korábbi magatartásoknak az akkor hatályos jogtól eltérő utólagos szabályozásáról van szó, a szerzett jogok védelme esetében pedig korábban kialakult, de a jelenben létező állapotokat érintő jövőbeli magatartások szabályozásáról.”

## Magyar joggyakorlat
A magyar Alkotmánybíróság következetes gyakorlata szerint „a jogbiztonság és a szerzett jog alkotmányos védelme nem
értelmezhető akként, hogy a múltban keletkezett jogviszonyokat soha nem lehet alkotmányos szabályozásokkal megváltoztatni” {515/B/1997. AB határozat, ABH 1998, 976, 977., 3244/2014. (X. 3.) AB határozat, 3078/2017. (IV. 28.)  AB határozat.